# قایقرانی در المپیک تابستانی ۲۰۲۰
قایقرانی کانو و کایاک یکی از ورزش‌های بازی‌های المپیک تابستانی ۲۰۲۰ است که از ۲۵ ژوئیه تا ۷ اوت ۲۰۲۱ برگزار شد.
این مسابقات در دو بخش مردان و زنان در ۱۶ رویداد اسلالوم و اسپرینت انجام شد.

## جدول مدال‌ها
*   کشور میزبان (ژاپن)
| رتبه            | کشور                | طلا | نقره | برنز | مجموع |
| --------------- | ------------------- | --- | ---- | ---- | ----- |
| ۱               | مجارستان            | ۳   | ۲    | ۱    | ۶     |
| ۲               | نیوزیلند            | ۳   | ۰    | ۰    | ۳     |
| ۳               | آلمان               | ۲   | ۱    | ۴    | ۷     |
| ۴               | استرالیا            | ۲   | ۰    | ۱    | ۳     |
| ۵               | چین                 | ۱   | ۲    | ۰    | ۳     |
| ۶               | جمهوری چک           | ۱   | ۱    | ۱    | ۳     |
| ۷               | اسلوونی             | ۱   | ۰    | ۰    | ۱     |
| ۷               | ایالات متحده آمریکا | ۱   | ۰    | ۰    | ۱     |
| ۷               | برزیل               | ۱   | ۰    | ۰    | ۱     |
| ۷               | کوبا                | ۱   | ۰    | ۰    | ۱     |
| ۱۱              | اسپانیا             | ۰   | ۳    | ۰    | ۳     |
| ۱۲              | اسلواکی             | ۰   | ۱    | ۱    | ۲     |
| ۱۲              | اوکراین             | ۰   | ۱    | ۱    | ۲     |
| ۱۲              | بریتانیای کبیر      | ۰   | ۱    | ۱    | ۲     |
| ۱۲              | لهستان              | ۰   | ۱    | ۱    | ۲     |
| ۱۲              | کانادا              | ۰   | ۱    | ۱    | ۲     |
| ۱۷              | ایتالیا             | ۰   | ۱    | ۰    | ۱     |
| ۱۷              | بلاروس              | ۰   | ۱    | ۰    | ۱     |
| ۱۹              | دانمارک             | ۰   | ۰    | ۲    | ۲     |
| ۲۰              | مولداوی             | ۰   | ۰    | ۱    | ۱     |
| ۲۰              | پرتغال              | ۰   | ۰    | ۱    | ۱     |
| مجموع (۲۱ کشور) | مجموع (۲۱ کشور)     | ۱۶  | ۱۶   | ۱۶   | ۴۸    |

## نتایج

### اسلالوم
| رویداد             | طلا                       | نقره                            | برنز                    |
| کانو ۱ نفره مردان  | بنیامین ساوشک · اسلوونی   | لوکاش روهان · جمهوری چک         | سیدریس تاسیادیس · آلمان |
| کانو ۱ نفره زنان   | جسیکا فاکس · استرالیا     | ملوری فرانکلین · بریتانیای کبیر | آندرئا هرتسوگ · آلمان   |
| کایاک ۱ نفره مردان | ییژی پرسکاوتس · جمهوری چک | یاکوب گریگار · اسلواکی          | هانس آیگنر · آلمان      |
| کایاک ۱ نفره زنان  | ریکاردا فونک · آلمان      | مایالن کورات · اسپانیا          | جسیکا فاکس · استرالیا   |

### اسپرینت
مردان
| رویداد                | طلا                                                            | طلا         | نقره                                                                          | نقره     | برنز                                                              | برنز     |
| کانو ۱ نفره ۱۰۰۰ متر  | ایساکیاس کی روش · برزیل                                        | ۴:۰۴٫۴۰۸    | لیو هائو · چین                                                                | ۴:۰۵٫۷۲۴ | سرگی تارکوفسکی · مولداوی                                          | ۴:۰۶٫۰۶۹ |
| کانو ۲ نفره ۱۰۰۰ متر  | سرگوی تورس · فرناندو خورخه · کوبا                              | 3:24.995 OB | لیو هائو · ژنگ پنگفی · چین                                                    | ۳:۲۵٫۱۹۸ | سباستیان برندل · تیم هکر · آلمان                                  | ۳:۲۵٫۶۱۵ |
| کایاک ۱ نفره ۲۰۰ متر  | ساندور توتکا · مجارستان                                        | ۳۵٫۰۳۵      | مانفردی ریتسا · ایتالیا                                                       | ۳۵٫۰۸۰   | لیام هیث · بریتانیای کبیر                                         | ۳۵٫۲۰۲   |
| کایاک ۱ نفره ۱۰۰۰ متر | بالینت کوپاس · مجارستان                                        | 3:24.995 OB | آدام وارگا · مجارستان                                                         | ۳:۲۵٫۱۹۸ | فرناندو پیمنتا · پرتغال                                           | ۳:۲۵٫۶۱۵ |
| کایاک ۲ نفره ۱۰۰۰ متر | استرالیا (AUS) · ژان ون در وستهویزن · توماس گرین               | ۳:۱۵٫۲۸۰    | آلمان (GER) · مکس هوف · یاکوب شوپف                                            | ۳:۱۵٫۵۸۴ | جمهوری چک (CZE) · یوزف دوستال · رادک اشلوف                        | ۳:۱۶٫۱۰۶ |
| کایاک ۴ نفره ۵۰۰ متر  | آلمان (GER) · مکس رندشمیت · رونالد راوه · تام لیبشر · مکس لمکه | ۱:۲۲٫۲۱۹    | اسپانیا (ESP) · سائول کراویوتو · مارکوس بالس · کارلوس آروالو · رودریگو خرماده | ۱:۲۲٫۴۴۵ | اسلواکی (SVK) · ساموئل بالاژ · دنیس میخاک · اریک ولچک · آدام بوتک | ۱:۲۳٫۵۳۴ |

زنان
| رویداد               | طلا                                                                  | طلا         | نقره                                                                                | نقره     | برنز                                                                             | برنز     |
| کانو ۱ نفره ۲۰۰ متر  | نوین هریسون · ایالات متحده آمریکا                                    | ۴۵٫۹۳۲      | لورونس ونسان لاپوئنت · کانادا                                                       | ۴۶٫۷۸۶   | لیودمیلا لوزان · اوکراین                                                         | ۴۷٫۰۳۴   |
| کانو ۲ نفره ۵۰۰ متر  | چین · شو شیشیائو · سون منگیا                                         | 1:55.495 OB | اوکراین · لیودمیلا لوزان · آناستازیا چتوریکووا                                      | ۱:۵۷٫۴۹۹ | کانادا · لورونس ونسان لاپوئنت · کیتی وینسنت                                      | ۱:۵۹٫۰۴۱ |
| کایاک ۱ نفره ۲۰۰ متر | لیسا کارینگتون · نیوزیلند                                            | 38.120 OB   | ترسا پورتلا · اسپانیا                                                               | ۳۸٫۸۸۳   | اما یوئنسن · دانمارک                                                             | ۳۸٫۹۰۱   |
| کایاک ۱ نفره ۵۰۰ متر | لیسا کارینگتون · نیوزیلند                                            | ۱:۵۱٫۲۱۶    | تامارا چیپش · مجارستان                                                              | ۱:۵۱٫۸۵۵ | اما یوئنسن · دانمارک                                                             | ۱:۵۲٫۷۷۳ |
| کایاک ۲ نفره ۵۰۰ متر | لیسا کارینگتون · کیتلین ریگال · نیوزیلند                             | 1:35.785 OB | کارولینا ناجا · آنا پوواوسکا · لهستان                                               | ۱:۳۶٫۷۵۳ | دانته کوزاک · دورا بودونی · مجارستان                                             | ۱:۳۶٫۸۶۷ |
| کایاک ۴ نفره ۵۰۰ متر | مجارستان (HUN) · دانته کوزاک · تامارا چیپش · آنا کاراس · دورا بودونی | ۱:۳۵٫۴۶۳    | بلاروس (BLR) · مارهاریتا ماخنوا · نادزیا لیاپشکا · وولها خودزنکا · مارینا لیتوینچوک | ۱:۳۶٫۰۷۳ | لهستان (POL) · کارولینا ناجا · آنا پوواوسکا · جاستینا ایسکژیسکا · هلنا ویشنیفسکا | ۱:۳۶٫۴۴۵ |

## کشورهای شرکت کننده
- الجزایر (۱)
- آندورا (۱)
- آرژانتین (۴)
- استرالیا (۱۶)
- اتریش (۵)
- بلاروس (۱۲)
- بلژیک (۴)
- بلیز (۱)
- برزیل (۵)
- بلغارستان (۱)
- کانادا (۱۸)
- شیلی (۲)
- چین (۱۸)
- چین تایپه (۱)
- جزایر کوک (۳)
- کرواسی (۳)
- کوبا (۵)
- جمهوری چک (۹)
- دانمارک (۴)
- مصر (۲)
- فرانسه (۱۳)
- آلمان (۲۱)
- بریتانیای کبیر (۸)
- مجارستان (۱۸)
- ایران (۱)
- ایرلند (۱)
- ایتالیا (۷)
- ژاپن (۱۲) میزبان
- قزاقستان (۷)
- لتونی (۱)
- لیتوانی (۱)
- مکزیک (۱)
- مولداوی (۳)
- مراکش (۲)
- موزامبیک (۱)
- هلند (۱)
- نیوزیلند (۸)
- نیجریه (۱)
- نروژ (۱)
- لهستان (۱۳)
- پرتغال (۸)
- تیم پناهندگان المپیک (۱)
- رومانی (۲)
- چین (۱۷)
- ساموآ (۳)
- سائوتومه و پرنسیپ (۲)
- سنگال (۱)
- صربستان (۳)
- اسلواکی (۹)
- اسلوونی (۶)
- کره جنوبی (۱)
- اسپانیا (۱۵)
- سوئد (۳)
- سوئیس (۳)
- تایلند (۱)
- تونس (۴)
- اوکراین (۱۱)
- ایالات متحده آمریکا (۴)
- ازبکستان (۲)